# Windows 10 Mobile
 Windows 10 Mobile este un sistem de operare mobil abandonat dezvoltat de compania americană Microsoft. Lansat pentru prima dată în 2015, este succesorul sistemului Windows Phone 8.1, dar a fost comercializat ca fiind o ediție a sistemului de operare Windows 10, destinată telefoanelor mobile și phabletelor.  
Windows 10 Mobile urmărea să ofere o coerență sporită cu omologul său pentru PC-uri și beneficia, de asemenea, de sincronizare extinsă a conținutului între acesta și PC, utilizarea de aplicații de tip Universal Windows Platform, precum și capacitatea, pe hardware-ul acceptat, de a conecta dispozitivele la un ecran extern și de a utiliza o interfață desktop cu mouse și tastatură (experiență similară cu Windows pe PC-uri). Microsoft a creat instrumente pentru dezvoltatori, acestea având rolul de a facilita portarea de aplicații iOS Objective-C. Telefoanele lansate cu Windows Phone 8.1 puteau fi actualizate la Windows 10 Mobile, în funcție de hardware și de aprobarea operatorului de telecomunicații,  Nu erau disponibile, totuși, toate caracteristicile, acestea ținând cont de puterea hardware-ului. 
Windows 10 Mobile a fost conceput pentru utilizare pe smartphone-uri și phablete bazare pe arhitecturi de procesor ARM pe 32 de biți.  Microsoft a intenționat, de asemenea, ca platforma să fie utilizată pe tablete ARM cu ecrane de 9 inci sau mai mici, dar astfel de dispozitive nu au fost niciodată lansate comercial. 
La fel ca echivalentul pentru PC-uri, Windows 10 Mobile era disponibil într-o versiune de testare publică pentru anumite smartphone-uri Lumia pe 12 februarie 2015, prin programul Insider.  Primele smartphone-uri Lumia care veneau preinstalate cu noua ediție Windows au fost lansate pe 20 noiembrie 2015, în timp ce dispozitivele Windows Phone compatibile au beneficiat de actualizare pentru Windows 10 Mobile pe 17 martie 2016.
Platforma nu a atins niciodată un grad semnificativ de popularitate sau cotă de piață în comparație cu Android sau iOS. Începând din 2017, Microsoft începuse să renunțe la Windows 10 Mobile, întrerupând dezvoltarea activă (dincolo de versiunile de corectare) din cauza lipsei interesului utilizatorilor și dezvoltatorilor față de platformă. Compania a început să se concentreze pe oferirea serviciilor actuale pentru alte platforme. Asistența pentru Windows 10 Mobile a fost întreruptă pe 14 ianuarie 2020. În mai 2020, Windows 10 Mobile avea o cotă de piață de 0,03%. 

## Dezvoltare
Microsoft începuse procesul de unificare a platformei Windows între diferite tipuri de dispozitive în 2012. Windows Phone 8  renunța la platforma CE, folosită în Windows Phone 7,  pentru o platformă construită pe arhitectura NT , folosită pe sistemul de operare pentru PC-uri Windows 8. Atât Windows Phone 8 cât și Windows 8 aveau în comun sistemul de fișiere (NTFS), rețeaua stivă, elementele de securitate, motorul grafic (DirectX) și sistemul de drivere pentru dispozitive.   La conferința Build 2014, Microsoft a dezvăluit și conceptul de aplicații Windows universale (UWP). Odată cu adăugarea suportului Windows Runtime pe aceste platforme, aplicațiile create pentru Windows 8.1 puteau fi portate cu ușurință pe Windows Phone 8.1 și Xbox One, astfel partajând o bază comună de cod cu sistemul pentru PC. Datele utilizatorului și licențele software pentru aplicații puteau fi, de asemenea, partajate între mai multe platforme. 
În iulie 2014, noul director general al companiei, Satya Nadella, preciza că Microsoft avea planuri pentru a "eficientiza următoarea versiune de Windows, de la trei sisteme de operare la unul singur, pentru ecrane de toate dimensiunile". Se dorea ca Windows, Windows Phone și Windows Embedded să fie unite în jurul unei arhitecturi comune. Cu toate acestea, Nadella a declarat că aceste modificări interne nu vor avea niciun efect asupra modului în care sistemele de operare sunt comercializate și vândute.  
Pe data de 30 septembrie 2014, Microsoft a dezvăluit Windows 10. Terry Myerson a explicat că Windows 10 va fi „cea mai cuprinzătoare platformă Microsoft creată vreodată”, promovând planuri de a oferi o platformă "unificată" pentru computere, laptopuri, tablete, smartphone-uri și dispozitive all-in-one.   Versiunea pentru telefoane a fost dezvăluită public în cadrul conferinței de presă Windows 10: The Next Chapter (Windows 10: Următorul capitol) din data de 21 ianuarie 2015. Spre deosebire de versiunile anterioare de Windows Phone, aceasta ar fi fost disponibilă atât pe telefoane, cât și pe tablete mici, bazate pe procesoare ARM. Încercarea anterioară a companiei de a utiliza un sistem de operare pentru tablete bazate pe ARM, Windows RT (care se baza pe versiunea pentru PC a sistemului Windows 8), nu a avut succes comercial. 
În timpul conferinței Build 2015, Microsoft a anunțat instrumentul de mijloc Islandwood, cunoscut ulterior sub numele de Windows Bridge pentru iOS. Acesta oferea un set de instrumente pentru portarea de software-uri Objective-C.   O primă versiune a instrumentului a fost lansată ca software opensource pe data de 6 august 2015.   Visual Studio 2015 putea adapta proiectele Xcode în proiecte Visual Studio.    Microsoft a anunțat, de asemenea, planuri pentru un set de instrumente cu numele de cod "Centennial" . Acest set ar fi permis software-ului desktop de tip Win32 să ruleze pe telefoane mobile. 

### Proiectul Astoria
La conferința Build, Microsoft a anunțat, de asemenea, un mediu de execuție Android pentru Windows 10 Mobile cunoscut sub numele de "Astoria". Acesta permitea aplicațiilor Android să ruleze pe Windows 10 Mobile, fără a necesita rescrierea acestora. Aplicații ar fi apelat la serviciile Microsoft în locul serviciilor Google Mobile. Serviciile Google și anumite API-uri de bază nu erau disponibile, iar despre aplicațiile cu "integrare profundă în sarcinile de fundal" se spunea că sunt slab implementate.  
La 25 februarie 2016, cu mult timp după data inițială de lansare (noiembrie 2015),   Microsoft a anunțat că a renunțat la "Astoria", pe motiv că Windows Bridge folosea deja iOS ca țintă principală. Compania a încurajat, de asemenea, utilizarea produselor de la Xamarin (pe care le achiziționaseră ziua anterioară) pentru dezvoltarea de aplicații multi-platformă, acestea folosind limbajul de programare C# .   Câteva elemente din Astoria au fost folosite ca bază pentru platforma Windows Subsystem for Linux (WSL), disponibilă pe PC-uri. 

### Denumire
Pentru a întări ideea de unificare, Microsoft a promovat sistemul de operare ca fiind o ediție a Windows 10. Compania începuse să elimine treptat referințele specifice la marca Windows Phone în publicități la mijlocul anului 2014, dar criticii au considerat că sistemul de operare este o continuare a seriei Windows Phone. Microsoft a numit  sistemul de operare "Windows 10 pentru telefoane și tablete mici" în timpul dezvăluirii sale,  o versiune de previzualizare tehnică identifica sistemul de operare drept "Windows 10 Mobile",     previzualizarea tehnică a fost numită oficial "Windows 10 Previzualizare Tehnică Pentru Telefoane",  iar Microsoft Edge arată că rulează pe "Windows Phone 10". 
Pe 13 mai 2015, Microsoft a confirmat oficial că platforma va fi cunoscută sub numele de Windows 10 Mobile.  

## Caracteristici
Un aspect major al Windows 10 Mobile era concentrarea pe armonizarea experiențelor și funcționalității utilizatorilor între diferite clase de dispozitive - în special, dispozitive care rulează versiunea Windows 10 orientată spre PC. Conform conceptului Universal Windows Platform, aplicațiile Windows Runtime pentru Windows 10 pe computer pot fi portate pe alte platforme din familia Windows 10 cu aproape aceeași bază de cod, dar cu adaptări pentru anumite clase de dispozitive. Windows 10 Mobile partajează, de asemenea, elemente de interfață utilizator cu omologul său PC, cum ar fi Centrul de acțiune actualizat și meniul de setări.      În timpul prezentării sale inițiale, Microsoft a prezentat mai multe exemple de aplicații Windows care ar avea funcționalități și interfețe similare între Windows 10 pe desktopuri și dispozitive mobile, inclusiv aplicații Fotografii și Hărți actualizate și noi aplicații Microsoft Office .    Deși comercializat ca o platformă convergentă la fel ca Windows Phone 8, utilizând un nucleu bazat pe Windows NT, Windows 10 Mobile nu putea rula aplicații desktop Win32, dar era compatibil cu software-ul proiectat pentru Windows Phone 8. 
Notificările puteau fi sincronizate între dispozitive; respingerea unei notificări, de exemplu, pe un laptop, o respingea și de pe telefon. Anumite tipuri de notificări permiteau răspunsuri în linie. Ecranul de pornire avea opțiunea de a afișa imagini drept fundal al ecranului în spatele dalelor (acestea devenind translucide), mai degrabă decât în cadrul acestora. Utilizatorii aveau, totuși, opțiunea de a alege stilul anterior.  Aplicația de mesagerie adăuga suport pentru mesagerie Skype bazată pe internet alături de SMS-uri, într-un mod similar cu sistemul iMessage, și putea sincroniza conversații cu alte dispozitive.   Aplicația pentru cameră a fost actualizată pentru a se potrivi cu aplicația "Cameră Lumia" exclusivă anterior produselor Lumia,  și o nouă aplicație Fotografii agrega conținut din stocarea locală și OneDrive și putea efectua îmbunătățiri automate ale fotografiilor.  Tastatura virtuală a fost dotată cu un mâner virtual cu patru direcții pentru manipularea cursorului de editare a textului, un buton dedicat de intrare vocală și acum putea fi deplasată spre stânga sau dreapta ecranului pentru a îmbunătăți utilizarea cu o singură mână pe dispozitive mai mari.  
Windows 10 Mobile introducea modul "Continuum", o caracteristică care permitea dispozitivelor acceptate să se conecteze la un afișaj extern și să își ajusteze interfața de utilizator și aplicațiile într-o interfață desktop de tip PC cu suport pentru intrarea mouse-ului și tastaturii prin USB sau Bluetooth.   Dispozitivele se puteau conecta direct la afișaje externe fără fir folosind tehnologia Miracast,  prin USB-C sau prin accesorii precum stații de andocare cu porturi USB și ieșiri HDMI și DisplayPort . 
O nouă ediție a suitei Office Mobile, Office pentru Windows 10, era, de asemenea, inclusă. Pe baza versiunilor Android și iOS ale Office Mobile, acestea introduceau interfața cu bara de instrumente panglică, utilizată de versiunea desktop, și o nouă versiune mobilă a aplicației Outlook . Outlook utiliza același motor de redare ca și versiunea desktop Windows a Microsoft Word .    Microsoft Edge înlocuiește Internet Explorer Mobile ca browser web implicit. 

## Lansare
Dispozitivele lansate cu Windows 10 Mobile au fost Lumia 950, Lumia 950 XL și Lumia 550, în luna noiembrie 2015.   Actualizări lunare ale software-ului erau lansate pentru a rezolva erori și probleme de securitate. Aceste actualizări erau distribuite pe toate dispozitivele Windows 10 Mobile și nu necesitau intervenția operatorului de telecomunicații pentru a autoriza distribuirea acestora. Actualizările de firmware vor necesita, totuși, acordul acestuia. 
Programul Windows Insider, creat pentru a oferi o versiune de testare publică pentru versiunea PC,  a fost utilizată și pentru distribuirea versiunilor de testare publică a sistemului Windows 10 Mobile.  O versiune lansată pe 10 aprilie 2015 urma să fie disponibilă pe majoritatea produselor Lumia x2x și x3x. Câteva modele, printre care Lumia 930, Lumia Icon și Lumia 640 XL, nu au primit actualizarea din cauza unor erori, iar aceasta a fost suspendată în ansamblu din cauza problemelor de backup și restaurare pe unele telefoane.   O actualizare a Instrumentului de recuperare Windows Phone a rezolvat aceste probleme  iar livrarea actualizărilor Windows 10 a fost restabilită pentru modelul Lumia 520 cu versiunea 10052 și pentru Lumia 640 cu versiunea 10080. 
Numărul de versiune 10136, lansat pe 16 iunie 2015, conținea o eroare de migrare care obliga revenirea dispozitivelor ce rulau versiunea 10080 la Windows Phone 8.1, folosind Instrumentul de recuperare, înainte ca instalarea versiunii 10136 să poată continua.  Această eroare de migrare a fost remediată o săptămână mai târziu, odată cu lansarea versiunii 10149.  Versiunile mobile ale ramurii "Redstone" până la versiunea 14322 au fost oprite pentru dispozitivul Lumia 635 (cu un 1 GO de RAM) din cauza erorilor. 

### Lansarea actualizării
Doar anumite smartphone-uri Windows Phone 8.1 puteau fi actualizate la Windows 10, unele dintre acestea neacceptând toate caracteristicile noi.   Microsoft a declarat inițial că actualizările stabile pentru dispozitivele Windows Phone 8.1 vor fi lansate în decembrie 2015; cu toate acestea, lansarea a fost amânată până la 17 martie 2016.   Printre dispozitivele primare se aflau modelele Lumia 430, 435, 532, 535, 540, Lumia 635 (cu un 1 GO de RAM), 640, 640 XL, 735, 830, Icon, 930 și 1520. Singurele dispozitive terțe acceptate au fost produsele BLU Win HD w510u și Win HD LTE x150q și MCJ Madosma Q501. Windows 10 Mobile nu accepta oficial niciun dispozitiv HTC ( HTC One M8 pentru Windows, HTC Windows Phone 8X, HTC Windows Phone 8S ), deși HTC One M8 pentru Windows putea fi actualizat la versiunea publică de Windows 10 Mobile prin programul Windows Insider. Chiar dacă Microsoft a declarat că Nokia Lumia Icon ar putea fi actualizat ulterior, compania a decis să nu acceptate oficial un al doilea set de dispozitive. Microsoft a eliminat, de asemenea, declarațiile care promova dispozitivul BLU Win JR LTE ca fiind compatibil cu Windows 10.   
Microsoft a declarat inițial că toate smartphone-urile Lumia care rulau Windows Phone 8 și 8.1 vor primi actualizarea la 10, dar Microsoft a reiterat mai târziu că doar dispozitivele cu versiunea de firmware "Lumia Denim" și cel puțin 8 GO de stocare internă o vor primi.   În februarie 2015, Joe Belfiore a declarat că Microsoft lucrează la suportul pentru dispozitive cu 512 MO de memorie RAM (cum ar fi popularul Nokia Lumia 520),  dar aceste planuri au fost abandonate.  La lansarea oficială de upgrade, unele modele Lumia, în special Lumia 1020 și 1320, au fost excluse în ciuda îndeplinirii criteriilor anunțate anterior. Microsoft a citat feedbackul slab al utilizatorilor cu privire la performanțele acestor modele în cadrul versiunilor de test.  La 17 octombrie 2017, la aproape 2 ani de la lansarea Windows 10, Microsoft a lansat un instrument de actualizare "prin cablu" (OTC) pentru a aduce toate Lumia-urile la cea mai recentă versiune de Windows 10 acceptată, disponibilă chiar și pentru dispozitive cu 512 MO RAM, cum ar fi 520, 620, 625, 530 etc. 

## Dispozitive
La fel ca și Windows Phone, Windows 10 Mobile acceptă chipuri ARM din seria Qualcomm Snapdragon. În martie 2015, Ars Technica a raportat că sistemul de operare va introduce suport pentru chipurile IA-32 de la Intel și AMD, precum Atom x3 și Atom x5 și x7 din seria Cherry Trail și Carrizo de la AMD.  Aceste planuri nu s-au concretizat niciodată  
Specificațiile minime pentru dispozitivele Windows 10 Mobile sunt similare cu cele ale Windows Phone 8, cu o rezoluție minimă a ecranului de 800×480 pixeli (854×480 pixeli dacă sunt utilizate butoanele software), 1 GO RAM și 8 GO de stocare internă.  Datorită progreselor hardware și suportului sistemului de operare pentru tablete, rezoluțiile ecranului pot ajunge acum la rezoluția QSXGA (2560×2048 pixeli) sau mai mare, spre deosebire de limita Full HD din Windows Phone 8. Cantitatea minimă de RAM necesară este dictată de rezoluția ecranului; ecranele cu rezoluție între 800×480 și 960×540 necesită 1 GO, cele între 1920 × 1080 (FHD) și 1440×900 necesită 2 GO și cele cu rezoluția 2560 × 1440 necesită 3 GO.  
Microsoft a dezvăluit smartphone-uri Lumia echipate cu Windows 10 în timpul unui eveniment media din 6 octombrie 2015, inclusiv modelele de top Lumia 950, Lumia 950 XL și modelul de clasă joasă Lumia 550. 

## Istoricul versiunilor

### Prima ediție (versiunea 1511)
Microsoft a anunțat Windows 10 Mobile în timpul evenimentului The Next Chapter din 21 ianuarie 2015. Prima versiune a acestuia a fost lansată pe 12 februarie 2015 ca parte a programului Windows Insider pentru dispozitivele mobile care rulau Windows Phone 8 și 8.1 . Ca și în cazul edițiilor desktop pentru Windows 10, această versiune a primit numele de cod "Threshold" (treaptă sau prag), făcând parte atât din ciclul de dezvoltare "Threshold 1", cât și din "Threshold 2".   Windows 10 Mobile a fost lansat pe telefoanele Microsoft Lumia 550, 950 și 950 XL. Lansarea pentru dispozitivele Windows Phone 8.1 a început pe 17 martie 2016. 

### Actualizarea Aniversară (versiunea 1607)
La 19 februarie 2016, Microsoft a repornit lansarea versiunilor complete pentru prima actualizare de caracteristici, cunoscută oficial sub numele de "Actualizare Aniversară" sau "Versiunea 1607",  cu numele de cod "Redstone 1" . La fel ca în primul set de actualizări, primele versiuni nu erau disponibile pentru toate dispozitivele incluse în programul Insider.  

### Actualizarea Creatorilor (versiunea 1703) și Actualizarea De Toamnă A Creatorilor  (versiunea 1709)
Actualizarea Creatorilor (numită după actualizarea echivalentă cu Windows 10 pentru PC), cunoscută și sub numele de "Redstone 2", a fost disponibilă pentru prima dată în programul Insider pe 17 august 2016.  și a fost lansată oficial pe 25 aprilie 2017. Aceasta adăuga caracteristici minore, inclusiv un cititor de cărți electronice în Edge, posibilitatea de a opri ecranul telefonului atunci când se utiliza modul Continuum pe un ecran extern, suportul SMS în Skype, criptarea cardului SD și altele. În ciuda sinergiei platformei cu Windows 10 pentru PC-uri, unele dintre caracteristicile sale (cum ar fi lumina de noapte și Paint 3D) au fost excluse.   În perioada finalizării actualizării creatorilor, utilizatorii Windows Insider au început să primească actualizări pe o ramură cunoscută sub numele de caracteristică2 . Microsoft a declarat că nu există planuri pentru a aduce Windows 10 Mobile la același nivel cu celelalte platforme Windows 10 încă. Presa a considerat că această decizie a companiei reprezintă începutul renunțării la dezvoltarea activă a sistemului Windows 10 Mobile dincolo de versiunile de corectare.  
Actualizarea Creatorilor a fost oferită pe doar unsprezece dispozitive mobile Windows 10 existente, dintre care nouă au primit ulterior Actualizarea De Toamnă A Creatorilor:  
- Alcatel Idol 4S și 4S Pro
- Alcatel OneTouch Fierce XL
- HP Elite x3
- Lenovo Softbank 503LV
- MCJ Madosma Q601 †
- Microsoft Lumia 550
- Microsoft Lumia 640 și 640 XL †
- Microsoft Lumia 650
- Microsoft Lumia 950 și 950 XL
- Trinity NuAns Neo
- VAIO Phone Biz (VPB051)

† indică un telefon care este incompatibil cu Actualizarea De Toamnă A Creatorilor. 
La începutul lunii iunie 2017, o versiune privată, lansată accidental de Microsoft, a dezvăluit o interfață actualizată pentru Windows 10 Mobile cunoscută sub numele de "CShell" ("interfață compozabilă"), o implementare a interfeței Windows pe toate clasele de dispozitive folosind un sistem modular. Construcția a inclus un ecran de pornire, un centru de acțiune și o interfață desktop Continuum, care au fost aproape identice ca funcționalitate și aspect cu echivalentele lor pe Windows 10 pentru PC. Cu toate acestea, această iterație a sistemului de operare nu mai era compatibilă cu aplicațiile Windows Phone Silverlight .   

## Recepție
| An   | Cotă de piață |
| ---- | ------------- |
| 2016 | 0,34%         |
| 2017 | 0,1%          |
| 2018 | 0,04%         |
| 2019 | 0,02%         |

Recepția Windows 10 Mobile a fost mixtă. În articolul despre Lumia 950 XL, The Verge a considerat că platforma era "plină de erori și neterminată", că interfața sa de utilizator era inconsistentă și că platforma devenise un Android amestecat cu câteva dintre elementele de design distincte ale lui Windows Phone. Continuum a fost considerat o caracteristică unică a sistemului, dar că a fost doar o "improvizație" în starea sa de lansare, din cauza lipsei de suport pentru interfețele desktop pentru software-ul terților..  TechRadar a considerat că lipsa aplicațiilor a fost "cea mai mare dezamăgire atât pe Windows Phone cât și pe Windows 10 Mobile".  După multe reclamații ale utilizatorilor, Microsoft a început să le permită utilizatorilor să treacă de la Windows 10 la Windows Phone 8.1. 

## Rezultate financiare
Conform Formularului 10-K pentru anul fiscal încheiat la 30 iunie 2016 , veniturile din activitatea de telefonie au fost de 3.358 milioane $, comparativ cu 7.702 milioane $ în 2015 și 3.073 milioane $ în 2014. 
|                                              | 2016  | 2015  | 2014  |
| -------------------------------------------- | ----- | ----- | ----- |
| Venituri de la clienți externi (în milioane) | 3.358 | 7.702 | 3.073 |

Cu un an înainte, Microsoft a dezvăluit  informații despre vânzările de hardware pentru telefon: 
|                                    | 2015  | 2014  |
| ---------------------------------- | ----- | ----- |
| Venituri (în milioane)             | 7.524 | 1.982 |
| Venit din exploatare (în milioane) | 701   | 54    |

În plus, în formularul 10-K pentru anul fiscal încheiat la 30 iunie 2015  corporația a dezvăluit că echipa conducerii a decis să cheltuiască „2,5 miliarde $ cheltuieli de integrare și restructurare, în principal costuri asociate planurilor de restructurare”, care includeau costul masei concedierii personalului. 

## Întreruperea
La 8 octombrie 2017, executivul Microsoft Joe Belfiore  a dezvăluit că nu vor mai fi dezvoltate în mod activ caracteristici sau hardware-uri pentru telefoanele Windows, citând cota sa de piață scăzută și lipsa software-ului terților pentru platformă. Microsoft și-a abandonat, în mare măsură, activitatea de telefonie mobilă, după ce a concediat majoritatea angajaților Microsoft Mobile în 2016.   Compania a vândut o licențiere de producție către HMD Global și Foxconn (aceste companii începând să producă smartphone-uri bazate pe Android sub marca Nokia).  De asemenea, Microsft și-a concentrat eforturile software pe furnizarea de aplicații și servicii compatibile cu Android și iOS. Totuși, compania a anunțat un viitor dispozitiv Android din familia Microsoft Surface.  Dezvoltarea Windows 10 Mobile a fost limitată la versiuni de corectare a erorilor.    În decembrie 2018, Statcounter raportase cota de piață a sistemului Windows 10 Mobile la 0,33%. 
În ianuarie 2019, Microsoft a anunțat că Windows 10 Mobile va fi abandonat pe 10 decembrie 2019, iar după această dată nu vor mai fi lansate alte actualizări de securitate, iar serviciile online legate de sistemul de operare (cum ar fi backupul dispozitivului) vor începe să fie eliminate treptat.   Cu toate acestea, Microsoft a mutat neanunțat data de abandonare la 14 ianuarie 2020 (aceiași dată cu abandonarea sistemului Windows 7 ) cu o altă actualizare de securitate.  